# 津下精斎
津下精斎（つげ せいさい、文政9年11月2日（1826年11月30日） - 1899年（明治32年）8月4日）は幕末、明治の岡山藩の医師。幼名は常（恒）太、後に来吉。別号は松籟軒、梧隠居。
備前国沼村で代々医者を務める津下古庵家に生まれ、岡山沼本家に医術を学んだ後、大坂で緒方洪庵に師事し、明治初年岡山藩医学館に出仕した。
弟に大学東校教授島村鼎甫、一門に広島大学医学部教授津下健哉。

## 生涯
文政9年（1826年）11月2日、備前国上道郡（岡山県岡山市東区沼）に五代目津下古庵の長男として生まれた。
天保5年（1834年）2月、岡山油町沼本寿庵に入門し、来吉と改めた。なお、津下家は百姓身分であり、表向き医術の世襲は禁じられていたため、規定通り病気で農作業ができないことを理由に届け出ている。弘化元年（1844年）寿庵の死後、次代沼本貞玄に学び、嘉永2年（1849年）2月実家に戻った。

### 緒方洪庵入門
安政5年（1858年）7月22日大坂で緒方洪庵に入門した。文久2年（1862年）緒方洪庵、石井宗謙等と中国・四国地方を旅し、4月16日精斎実家に立ち寄り、洪庵は沼村名主内藤弥八郎、泰蔵を診察し、それぞれ心気症・痔血、胃病と診断した。21日足守で母の米寿を祝った際、精斎は坊主頭に鉢巻でタコ踊りを披露したという。帰坂後8月緒方洪庵は江戸幕府に奥医師として迎えられ、精斎も帰藩した。

### 岡山藩医学所
東北戦争に従軍したといい、当時幕府医官だった弟島村鼎甫との関係とも考えられるが、詳細不明。
明治2年（1869年）12月8日御郡医者格、明治3年（1870年）4月17日医学館入学を命じられ、25日子竹五郎と入学した。5月17日教授方試補、7月30日御雇二等教頭兼副直。11月9日修身給を与えられ、士族、員外医学館出仕、病院治療方。
この頃の住所は岡山市東中山下。

### 晩年
晩年は書画骨董に没頭し、また難波抱節に学んだ都々逸の普及に努めた。1899年（明治32年）8月4日死去し、塔の山に葬られた。戒名は宝州院鉄架精斎居士。
生前、自らの死因を脳卒中か中風と予想し、予め辞世「酒の相手の千人よりも心涙の友ひとり」「花の嵐の頓生菩提あした待たるる身ではない」を用意したが、実際の死因は胃癌だった。

## 親族
- 父：五代目津下古庵
- 母：綾（あや） - 赤坂郡牟佐村難波権之輔娘。弘化4年（1847年）2月8日没[2]。
- 弟：島村鼎甫 - 江戸幕府医学所、明治政府大学東校教授。
- 妹：竜（りふ） 天保10年（1839年）生、御津郡玉柏村守井泰造、後に和気郡片上村前川準に嫁ぎ、明治5年（1872年）没[2]
- 弟：猪三郎 - 天保12年（1841年）生、安政7年（1860年）楢原村助右衛門養子[2]。
- 継母：多賀 - 栄島氏。明治20年（1887年）11月没[2]。
- 異母妹：貞（てい） - 嘉永5年（1852年）生。国友寛吾を島村家の婿とした後、和気郡吉永町正光院阿部智諦に嫁ぐ[2]
- 先妻：藤井氏[1]
- 子：竹五郎 - 明治11年（1878年）1月没[2]。
- 後妻：飛佐子 - 難波常五郎長女。明治28年（1895年）8月没[2]
- 養子：鎮五郎 - 明治12年（1879年）没[2]。
- 養女：昇 - 明治23年（1890年）没[2]。
- 養子：甫一郎 - 守屋庸庵次男。陸軍軍医となり離縁[2]。
- 養子：寿 - 児島氏。津下家を継ぐ。愛媛県立松山病院院長[2]。

なお、明治2年（1869年）横井小楠暗殺に参加した津下四郎左衛門は沼村名主家の出身だが、直接の関係にはない。